# Progresso (Río Grande del Sur)

Localização da cidade de Progresso, no mapa do Estado do Rio Grande do Sul.

Progresso es un municipio brasileño del estado de Rio Grande do Sul.
Se encuentra ubicado a una latitud de 29º14'39" Sur y una longitud de 52º18'44" Oeste, estando a una altitud de 536 metros sobre el nivel del mar. Su población estimada para el año 2004 era de 6.020 habitantes.
Ocupa una superficie de 277,85 km².
- Datos: Q1803253
- Multimedia: Progresso (Rio Grande do Sul) / Q1803253